# Кројцерова соната (ТВ филм)
„Кројцерова соната“ је југословенски ТВ филм из 1969. године. Режирао га је Јован Коњовић, а сценарио је писан према истоименом делу Лава Толстоја.

## Улоге
| Глумац             | Улога |
| ------------------ | ----- |
| Вера Чукић         |       |
| Јован Милићевић    |       |
| Мирко Милисављевић |       |
| Владимир Поповић   |       |
| Никола Симић       |       |